# Матыжонок, Сергей Иванович
Сергей Иванович Матыжонок (19 октября 1923, д. Карымская, Забайкальская губерния, Дальневосточная область, РСФСР, СССР — 3 марта 1997, пгт Карымское, Читинская область, Россия) — один из самых результативных советских войсковых разведчиков во время Великой Отечественной войны, старшина в отставке.

## Биография
Родился 19 октября 1923 года в деревне Карымская (ныне — Карымский район Забайкальского края). Русский. Его отец Иван Федотович Матыжонок был родом из деревни Балтеришки Евьевской волости Виленской губернии, приехал в Забайкалье на строительство железной дороги, затем работал составителем поездов на станции Карымская. Мать - Анастасия Федоровна Воевода (в девичестве) была родом из соседней деревни Овсянишки. Сергей Матыжонок окончил 6 классов средней школы, в 1940 — школу фабрично-заводского обучения при Карымском вагонном депо по специальности «слесарь-автоматчик». Работал слесарем-осмотрщиком вагонов на станции Карымская.
В январе 1942 года Карымским РВК Читинской области Матыжонок призван в ряды РККА. Воевал на Калининском фронте с марта по август 1942 года в должности наводчика миномета, на Западном фронте с января по декабрь 1943 года на 2-м и 3-м Белорусском фронтах в 1944—1945 годах в качестве разведчика.
Свой первый боевой орден Красной Звезды старшина Матыжонок, воевавший в то время в качестве разведчика 357-го отдельного пулемётно-артиллерийского батальона 154-го УР 49-й армии получил в январе 1944 года за то, что, будучи командиром группы захвата во время ночного поиска, незаметно пробрался в ночь с 16 на 17 января 1944 года к траншее противника и ударом рукоятки револьвера оглушил немецкого солдата, а затем под сильным пулемётным огнём лично доставил пленного в расположение части.
После этого в период с февраля 1944 года по май 1945 года (15 месяцев), с учётом нахождения на излечении в результате ещё десятка, в том числе нескольких тяжёлых ранений, старшина Матыжонок был награждён тремя орденами Красного Знамени, двумя орденами Славы II и III степеней. Старшина Матыжонок закончил войну в Кёнигсберге на должности командира взвода 304-й Отдельной разведывательной роты 343-й стрелковой дивизии.
Старшина Матыжонок был ассистентом при Знамени 2-го Белорусского фронта на параде Победы 24 июня 1945 года на Красной площади в Москве.
Сергея Матыжонка называли легендой 2-го Белорусского фронта. Начав свой боевой путь рядовым минометчиком на Калининском фронте, он закончил его старшиной, командиром взвода дивизионной разведки в Кёнигсберге. В его «Памятной книжке фронтового разведчика» одна за другой следуют строчки о 76 выходах в поиски, о 26 лично доставленных «языках», половина из которых — офицеры, а один из них группенфюрер СС (генерал-лейтенант) фон Штиммер. Здесь же отмечено, что он лично уничтожил более сотни гитлеровцев, среди которых — «лучший стрелок Германии», любимец фюрера штандартенфюрер СС (полковник) фон Вейцель.

Открытие памятника С. И. Матыжонку в пгт Карымское. 5 мая 2015 года.

Орденов в 1945 году у старшины Матыжонка было побольше, чем у иного генерала. Хотя награды могли быть и выше. Во время штурма Кенигсберга Матыжонок одним из первых добежал сквозь сплошную стену прицельного огня до вражеского укрепления и своими действиями способствовал взятию его. Затем во главе группы солдат в уличном бою пробился к центру вражеской крепости и, организовав блокаду кенигсбергского гестапо, не позволил уйти живым ни одному гестаповцу. За эти подвиги в Москву ушло представление на награждение старшины Матыжонка орденом Славы 1-й степени.

Старшина-разведчик Сергей Матыжонок

Но, по выходу из госпиталя, — был ранен в тех боях- разведчику вручили орден Красного Знамени, третий по счету, отказав ему в праве именоваться полным кавалером. Со слов людей, близко знавших Сергея Ивановича, мне стала известна подоплека такого решения командования. Накануне штурма начальник разведки дивизии приказал Матыжонку, только что вернувшемуся после бесплодного поиска, отправляться к вражеским укреплениям снова. Старшина возразил — разведчики трое суток не спали, не ели, в постоянном напряжении, и посылать их без отдыха снова в поиск — значит посылать на верную смерть. Четыреста лет готовился Кенигсберг к обороне, у немцев был пристрелян или заминирован каждый сантиметр, и не вина наших разведчиков, что приносили они назад убитых товарищей, а не «языков».
Полковник был непреклонен — обвинив старшину Матыжонка в трусости и отказе выполнять боевой приказ, он выдернул свой «ТТ» из кобуры и хотел выстрелить в строптивого старшину, накануне, кстати, бежавшего, не долечившись, из госпиталя. Не успел — очередь из «ППШ» Матыжонка прочертила запретную грань у его начищенных сапог, и пистолет бессильно упал обратно в кобуру. Наскоро отдохнув, разведчики уйдут «за проволоку», и на этот раз поиск будет успешным. Но представление на Славу 1-й степени перепишется.
— На фронте действовало негласное правило, — за двадцать подбитых танков, самолетов или взятых «языков» представлять к званию Героя Советского Союза, — вспоминает родственник Матыжонка Ю. П. Скажутин.
— Сергей Иванович как-то один только раз рассказал в откровенной беседе, что представляли и его, да сам виноват, что не получил. Вернулся он как-то под Новый год из поиска с важным «языком», поиск тяжелый был, с большими потерями, и прибыл для доклада в штаб дивизии. А там — Новый год встречают, женщины смеются, вино, музыка. Короче, сказали ему, — обожди, старшина, утром придешь, расскажешь. Ну, Иваныч и взорвался, матом обложил всех, кто там был, — он ещё не остыл от разведки. Конечно, в дисциплинарном порядке чуть до суда дело не довели, и героя ему «зарубили».
Наверное, с этими штабными чинушами были полностью солидарны и те, кто трижды (!) уже в послевоенное время возвращал представление на Героя на старшину Матыжонка в Чите и Москве. Так и не был удостоен при жизни воин заслуженной им высшей награды. Сам Сергей Иванович об этом никогда не вспоминал и не сетовал на это. «Не надо блеска орденов, пусть будет мирное небо», — написал он мне на память на своей фотографии.
— Дядя Сережа. Автор Виталий Апрельков. Карымская, Забайкальский край.
После демобилизации в сентябре 1945 года Матыжонок вернулся в родной поселок, где до выхода на пенсию возглавлял бригаду осмотрщиков вагонов на ст. Карымская, за трудовые заслуги был награждён орденом Октябрьской Революции и знаком «Почётный железнодорожник».
В 1961 году Матыжонок был зачислен в список почётных солдат Забайкальского военного округа (кроме него, такой чести был удостоен только знаменитый снайпер Семен Данилович Номоконов).

Человек редкой скромности, он никогда не только не кичился своими заслугами, но и не упоминал их. Я помню, как он заходил в магазин и привычно направлялся в хвост длинной очереди, а земляки так же привычно и даже с какой-то обидой поспешно расступались перед ним. "Сергей Иванович, дядя Сережа, давай без очереди!" "Да ладно, ребята, я такой же, как все", - отвечал он. Один раз лишь только использовал Сергей Иванович свои фронтовые регалии - подошел при всех орденах и медалях к председателю врачебной комиссии, сомневающемуся, годен ли на работу, связанную с движением поездов, вчерашний солдат, хромающий на израненную правую ногу. Сказал врачу старшина, что он с хромающей ногой не только притаскивал "языков", но и печатал шаг ассистентом у Боевого Знамени своего фронта на Параде Победы в Москве, а уж от вагона к вагону как-нибудь доберется в срок. И строгий врач, уже написавший было "не годен" зачеркнул "не".
— Дядя Сережа. Автор Виталий Апрельков. Карымская, Забайкальский край.
Умер 3 марта 1997 года и похоронен на родине в пгт Карымское.

## Награды
- орден Октябрьской Революции (1971)
- три ордена Красного Знамени (13.05.1944[6], 29.10.1944[7], 02.06.1945[8])
- орден Отечественной войны 1-й степени (11.03.1985)[9]
- орден Красной Звезды (26.01.1944)[10]
- орден Славы 2-й степени (28.05.1945)[11]
- орден Славы 3-й степени (16.11.1944)[12]
- Медали, в том числе:
  - «За боевые заслуги» (02.09.1942)[13]
  - «За доблестный труд. В ознаменование 100-летия со дня рождения Владимира Ильича Ленина»
  - «За победу над Германией в Великой Отечественной войне 1941—1945 гг.»
  - «За взятие Кёнигсберга»
  - «Ветеран труда»
- Нагрудный знак «Почётный железнодорожник»

## Память
Подвигу С. И. Матыжонка посвящена документальная повесть Сергея Зарубина «Тропой разведчика», в пос. Карымское его именем названа улица. В канун 70-летия Победы на Забайкальской железной дороге был запущен именной электропоезд «Сергей Матыжонок» и установлен бюст легендарному разведчику.